# Pruskie królowe
Królowe Prus
| # | Imię                                                              |  | Urodzona                      | Zmarła                                                  | Czas rządów | Rodzice |
| - | ----------------------------------------------------------------- |  | ----------------------------- | ------------------------------------------------------- | ----------- | --- |
| 1 | Zofia Charlotta Hanowerska                                        |  | 30 września 1668 Bad Iburg    | 21 stycznia 1705 Hanower                                | 1701–1705   | Ernest August (1629–1698), władca Hanoweru Zofia Dorota Wittelsbach (1630–1714), c. Fryderyka V, elektora Palatynatu Reńskiego                                             |
| 2 | Zofia Dorota Hanowerska                                           |  | 16 marca 1687 Celle           | 28 czerwca 1757 Berlin                                  | 1713–1740   | Jerzy I (1660–1727), król Wielkiej Brytanii Zofia Dorota z Celle (1666–1726), c. Jerzego Wilhelma, księcia Brunszwiku-Lüneburga                                            |
| 3 | Elżbieta Krystyna z Brunszwiku-Wolfenbüttel-Bevern                |  | 8 listopada 1715 Wolfenbüttel | 13 stycznia 1797 Berlin                                 | 1740–1786   | Ferdynand Albrecht II (1680–1735), książę Brunszwiku-Lüneburga Antonina Amalia (1696–1762), c. Ludwika Rudolfa, księcia Brunszwiku-Lüneburga                               |
| 4 | Fryderyka Luiza z Hesji-Darmstadt                                 |  | 16 października 1751 Prenzlau | 25 lutego 1805 Berlin                                   | 1786–1797   | Ludwik IX (1719–1790), landgraf Hesji-Darmstadt Karolina Wittelsbach z Zweibrücken (1721–1774)                                                                             |
| 5 | Luiza Pruska                                                      |  | 10 marca 1776 Hanower         | 19 lipca 1810 Pałac Hohenzieritz Hohenzieritz           | 1797–1810   | Karol (1741–1816), książę Meklemburgii-Strelitz Fryderyka Karolina z Hesji-Darmstadt (1752–1782). c. Jerzego Wilhelma z Hesji-Darmstadt                                    |
| 6 | Elżbieta Ludwika Wittelsbach                                      |  | 13 listopada 1801 Monachium   | 14 grudnia 1873 Drezno                                  | 1840–1861   | Maksymilian I Józef (1756–1825), król Bawarii Karolina Fryderyka Badeńska (1776–1841) c. Karola Ludwika, księcia Badenii                                                   |
| 7 | Augusta z Saksonii-Weimaru-Eisenach                               |  | 30 września 1811 Weimar       | 7 stycznia 1890 Berlin                                  | 1861–1888   | Karol Fryderyk (1861–1888), książę Saksonii-Weimar-Eisenach Maria Pawłowna (1786–1859), c. Pawła I, cara Rosji                                                             |
| 8 | Wiktoria Koburg                                                   |  | 21 listopada 1840 Londyn      | 5 sierpnia 1901 Pałac Friedrichshof, Kronberg im Taunus | 1888–1888   | Albert (1819–1861), książę Wielkiej Brytanii i Irlandii Wiktoria Hanowerska (1819–1901), królowa Wielkiej Brytanii                                                         |
| 9 | Augusta Wiktoria ze Szlezwika-Holsztynu-Sonderburga-Augustenburga |  | 22 października 1858 Dłużek   | 11 kwietnia 1921 Huis Doorn, Doorn                      | 1888–1918   | Fryderyk VIII (1829–1880), książę Szlezwika-Holsztynu-Sonderburga-Augustenburga Adelajda von Hohenlohe-Langenburg (1835–1900), c. Ernesta I, księcia Hohenlohe-Langenburga |